# Orchiserapias
Orchiserapias là một chi thực vật có hoa trong họ Lan.